# Schloss Rösberg

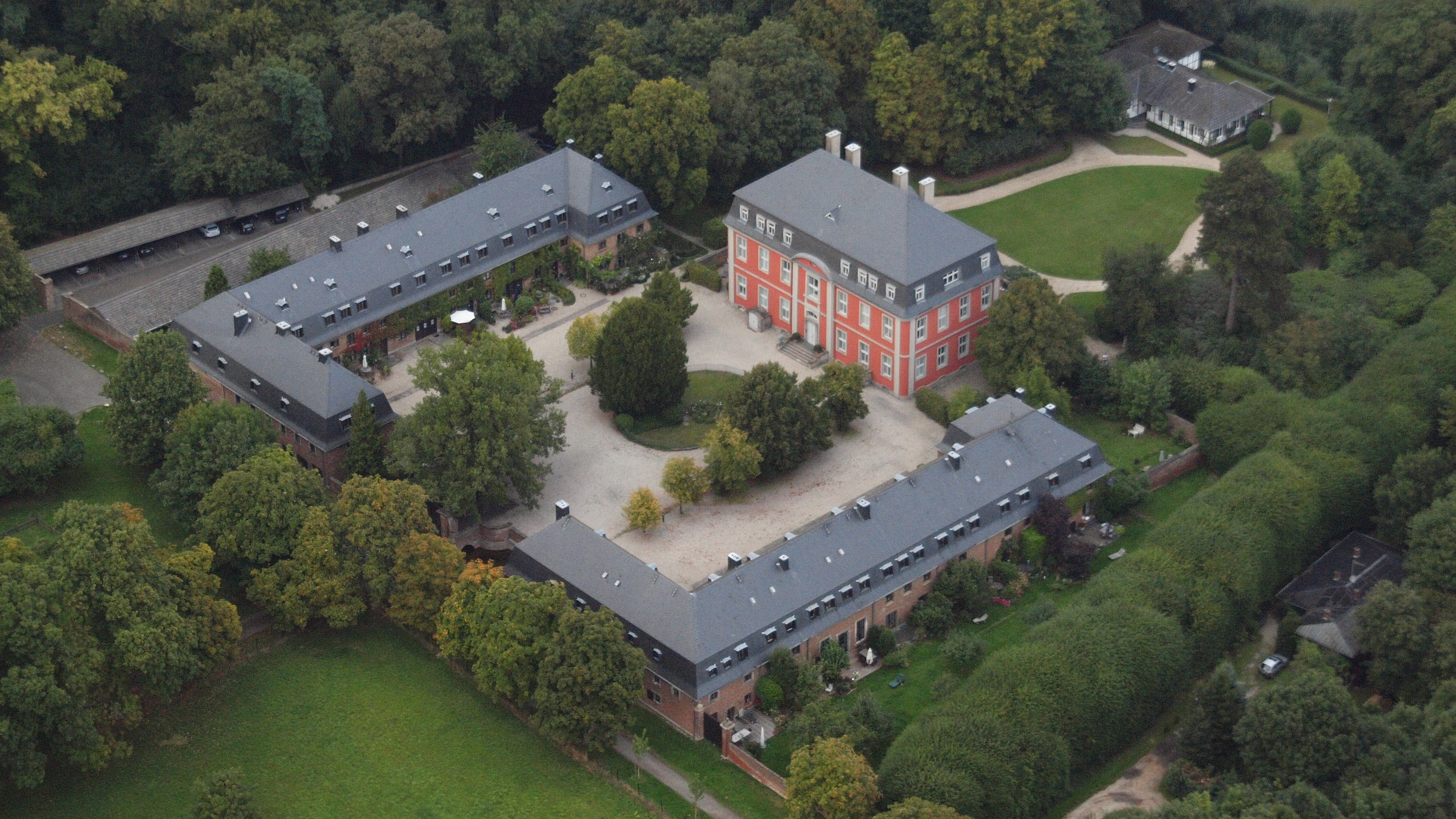
Das Schloss Rösberg im September 2013 mit dem im Park gelegenen Fachwerkhaus, in dem Maximilian von Weichs lebte

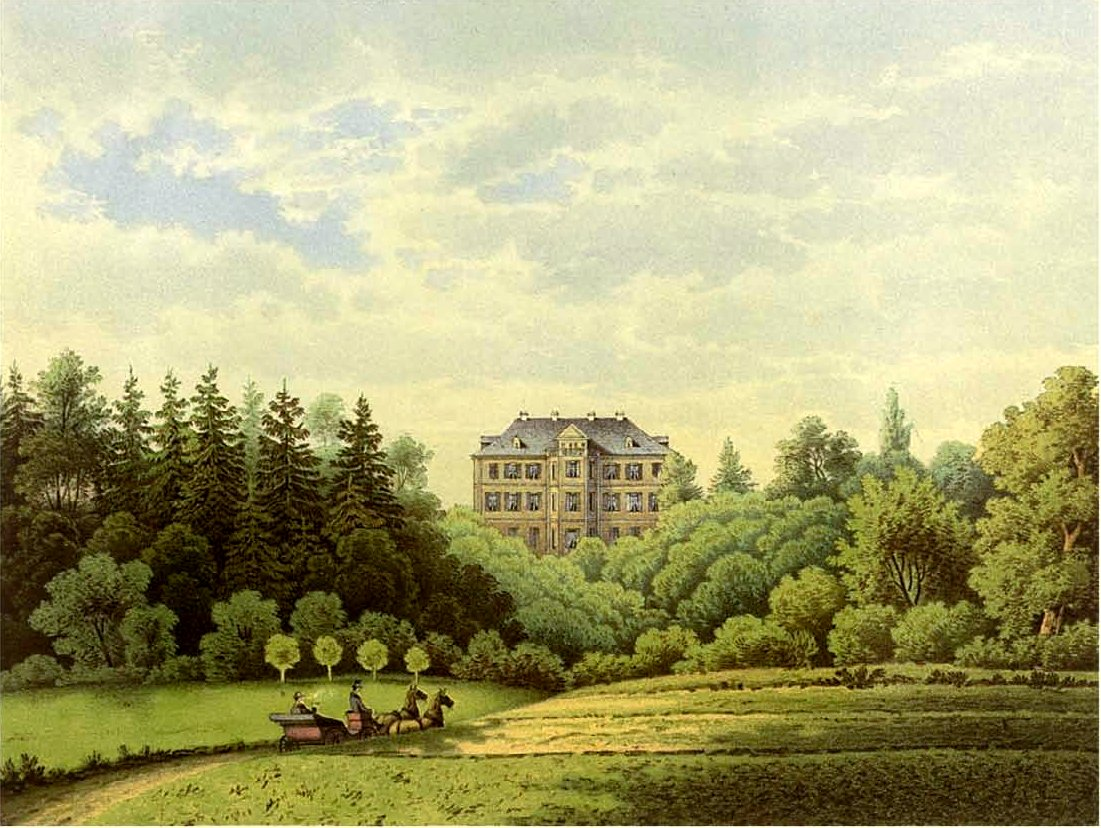
Das Schloss von der Parkseite in der zweiten Hälfte des 19. Jahrhunderts, nach Heinrich Deiters bei Alexander Duncker

Das Schloss Rösberg ist eine barocke Schlossanlage im Bornheimer Ortsteil Rösberg im Rheinland. Das an der Schloßallee gelegene Ensemble am Nordrand Rösbergs liegt erhöht und bietet einen Blick über den Park nach Nordwesten auf das Rheintal mit den Städten Bonn und Köln sowie über den Hof auf das rückwärtig liegende Eifelgebirge. Die Anlage ist nach einer umfassenden Sanierung in den 1990er Jahren in Eigentumswohnungen aufgeteilt worden.

## Geschichte
Ein Vorgängerbau der Herren von Rösberg, der Grafen von Are, stammte aus dem 12. Jahrhundert und befand sich in der Mitte der Ortschaft. Die Burg wurde mehrfach zerstört und später aufgegeben. Schriftquellen aus dem Jahr 1669 berichten nur noch von dem Vorhandensein von Ruinen.

### Bau des Schlosses
1629 wurde der kurkölnische Kammerherr Gaudenz Freiherr von Weichs zu Glon mit dem Besitz Rösberg belehnt. Dessen Sohn, der Erbjägermeister Ferdinand Joseph Freiherr von Weichs und seine Ehefrau, Maria Carolina, geb. Gräfin von Velbrück zu Gernth, ließen um 1730 im Norden des Dorfes eine schlossartig anmutende Anlage im Stil des westfälischen Barocks errichten. Dazu wurde der damals geschätzte Baumeister Johann Conrad Schlaun mit dem Entwurf beauftragt. Von 1729 bis 1731 wurde der neue Wohnsitz gebaut, bei dessen Gestaltung Schlaun erstmals den Bautyp des Maison de Plaisance umsetzte.
Im April 1833 brannten die Wirtschaftsgebäude aus, im Oktober 1833 brannte auch das Wohnhaus und wurde dabei weitgehend zerstört. 1835 wurden die Gebäude in Anlehnung an Schlauns Pläne von dem grossherzoglich hessischen Generalleutnant Ferdinand Joseph von Weichs, einem Sohn des Ersterbauers, wieder aufgebaut und dabei um einen Stock erhöht.

### Zweiter Weltkrieg und Nachkriegszeit
Nach einem Phosphorbomben-Angriff des britischen RAF Bomber Command in der Aschermittwochs-Nacht auf den 27. Februar 1941 brannte das Schloss erneut ab. Das wertvolle Inventar wurde dabei weitgehend vernichtet. Das Schloss und ein Teil der Wirtschaftsgebäude wurden bis auf die massiven Umfassungswände zerstört. Nach dem Krieg lebte der vormalige Generalfeldmarschall Maximilian von Weichs zusammen mit seiner Frau Margaretha in einem im Schlosspark errichteten Fachwerkhaus, das noch heute besteht. Später wurde das Schloss wieder aufgebaut. In den 1990er Jahren verkaufte die Familie Sayn-Wittgenstein das ihr durch Erbschaft zugefallene Anwesen. Nach einer umfassenden Sanierung und einem Teilumbau der Wirtschaftsgebäude in den Jahren 1989 bis 1991 erfolgte eine Aufteilung des Objektes in Eigentumswohnungen. Die Anlage steht unter Denkmalschutz.

## Architektur
Die Anlage besteht aus drei Gebäuden, die sich um einen annähernd quadratischen Hof mit Seitenlängen von etwa 50 Meter gruppieren. An der Nordostseite des Hofes liegt das Haupthaus (von der Dimension eher ein repräsentatives Herrenhaus), an den Flanken die an den Ecken zur Hofseite hin angewinkelten ehemaligen Wirtschaftsgebäude, die heute – ebenso wie das Haupthaus – als Wohnanlagen genutzt werden. Alle Gebäude verfügen über zwei oberirdische Stockwerke, zusätzlich befindet sich in den Mansardwalmdächern weiterer Wohnraum. Die Flankengebäude zeigen unverputzte Ziegelbauweise, das Ziegelmauerwerk des Schlosses wurde hellrot geschlämmt und die dortigen Gliederungselemente weiß geputzt.
Das freistehende Haupthaus ist regelmäßig gegliedert und verfügt über sieben Fensterachsen (vier an den Seiten), einen dezenten Eingangsrisalit auf der Hofseite (im Dachbereich abgerundet) sowie einen stark heraustretenden, von drei Seiten mit Fenstern besetzten Risalit an der Parkseite. Die Ecken des Gebäudes sind abgerundet.

## Park
An der Nordostseite des Haupthauses liegt eine Terrasse, an die sich der abfallende Park der Anlage anschließt. Im 18. Jahrhundert war dieser Park als barocke Gartenanlage ausgestaltet. Später kam es zu einer Überformung im englischen Landschaftsstil; die ursprünglichen, geometrisch angeordneten Beete sind nur noch in Grundzügen erkennbar. Die früher vorhandene, von einer Mühle getriebene Wasserkunst des Parks wurde im Rahmen der Koalitionskriege von französischen Truppen demontiert.
Der alte Baumbestand des Schlossparks sowie die geradlinig zum Schloss verlaufenden Alleen sind noch erhalten. Die Parkanlagen und die Kastanienalleen sind als geschützter Landschaftsbestandteil im Landschaftsplan Nr. 2 „Bornheim“ festgesetzt.